# 西紘平
西 紘平（にし こうへい、1940年7月7日 - ）は、日本の実業家。雪印乳業代表取締役社長や、ロッテアイス代表取締役社長、日本乳業協会副会長を務めた。

## 人物・経歴
宮城県仙台市出身。宮城県仙台第二高等学校を経て、1964年東北大学農学部卒業、雪印乳業入社。横浜支店長、営業促進部長、取締役を経て、1999年常務取締役東日本支社長。2000年から代表取締役社長を務め、雪印牛肉偽装事件の対応にあたり、経営再建を進めたが、2002年に辞任した。この間、日本乳業協会副会長も務めた。2004年ロッテスノー代表取締役社長。